# Arhiducele Joseph Karl de Austria
Arhiducele Joseph Karl de Austria (germană (Erzherzog) Joseph Karl (Ludwig) von Österreich; 2 martie 1833 – 13 iunie 1905) a fost membru al dinastiei Habsburg. A fost al doilea fiu al Arhiducelui Joseph, Palatin al Ungariei (al 7-lea fiu al împăratului Leopold al II-lea) și a Ducesei Maria Dorothea of Württemberg. 
Ca mulți membri ai familiei regale, Arhiducele Joseph Karl, a urmat o carieră militară. A devenit general maior în armata austriacă în 1860. De asemenea, a fost Palatin al Ungariei după decesul fratelui său vitreg Stephen, care nu avea moștenitori.
Arhiducele a fost interesat limba romani și ocazional a scris despre acest subiect lui Albert Thomas Sinclair, un avocat american care împărtășea aceeași pasiune.

## Căsătorie și copii
La 12 mai 1864, la Coburg, Arhiducele Joseph s-a căsătorit cu Prințesa Clotilde de Saxa-Coburg și Gotha (1846-1927), fiica cea mare a Prințului August de Saxa-Coburg și Gotha și a Prințesei Clémentine de Orléans. Au avut șapte copii:
- Arhiducesa Elisabeth Klementine Klothilde Maria Amalie de Austria (18 martie 1865–7 ianuarie 1866)
- Arhiducesa Maria Dorothea Amalie de Austria (14 iunie 1867–6 aprilie 1932)
- Arhiducesa Margarethe Klementine Maria de Austria (6 iulie 1870–2 mai 1955)
- Arhiducele Joseph August Viktor Klemens Maria de Austria (9 august 1872–6 iulie 1962)
- Arhiducele László Philipp Marie Vincent de Austria (16 iulie 1875–6 septembrie 1895)
- Arhiducesa Elisabeth Henriette Klothilde Maria Viktoria de Austria (9 martie 1883–8 februarie 1958)
- Arhiducesa Klothilde Maria Amalie Philomena Raineria de Austria (9 mai 1884–14 decembrie 1903)

## Arbore genealogic
1. ↑  „Arhiducele Joseph Karl de Austria”, Gemeinsame Normdatei, accesat în 15 decembrie 2014